# Зарбинце
Зарбинце је насеље у Србији у општини Бујановац у Пчињском округу. Према попису из 2022. било је 450 становника.

## Демографија
У насељу Зарбинце живи 448 пунолетних становника, а просечна старост становништва износи 30,1 година (29,0 код мушкараца и 31,3 код жена). У насељу има 90 домаћинстава, а просечан број чланова по домаћинству је 7,24.
Ово насеље је великим делом насељено Албанцима (према попису из 2002. године).
|  |

| Демографија | Демографија | Демографија |
| Година      | Становника  | Становника  |
| ----------- | ----------- | ----------- |
| 1948.       | 1.244       |             |
| 1953.       | 1.354       |             |
| 1961.       | 1.342       |             |
| 1971.       | 1.433       |             |
| 1981.       | 1.232       |             |
| 1991.       | 915         | 896         |
| 2002.       | 652         | 732         |
| 2022.       | 450         |             |

| Етнички састав према попису из 2002.‍ | Етнички састав према попису из 2002.‍ | Етнички састав према попису из 2002.‍ | Етнички састав према попису из 2002.‍ | Етнички састав према попису из 2002.‍ |
| ------------------------------------ | ------------------------------------ | ------------------------------------ | ------------------------------------ | ------------------------------------ |
|                                      |                                      |                                      |                                      |                                      |
| Албанци                              | Албанци                              |                                      | 643                                  | 98,61%                               |
| Бошњаци                              | Бошњаци                              |                                      | 1                                    | 0,15%                                |
| непознато                            | непознато                            |                                      | 1                                    | 0,15%                                |

| Година пописа     | 1948. | 1953. | 1961. | 1971. | 1981. | 1991. | 2002. |
| ----------------- | ----- | ----- | ----- | ----- | ----- | ----- | ----- |
| Број домаћинстава | 164   | 174   | 178   | 180   | 138   | 105   | 90    |

| Број чланова      | 1 | 2 | 3  | 4 | 5  | 6 | 7 | 8 | 9 | 10 и више | Просек |
| ----------------- | - | - | -- | - | -- | - | - | - | - | --------- | ------ |
| Број домаћинстава | 0 | 7 | 13 | 9 | 11 | 7 | 8 | 5 | 3 | 27        | 7,24   |

| Пол    | Укупно | Неожењен/Неудата | Ожењен/Удата | Удовац/Удовица | Разведен/Разведена | Непознато |
| ------ | ------ | ---------------- | ------------ | -------------- | ------------------ | --------- |
| Мушки  | 249    | 105              | 135          | 8              | 0                  | 1         |
| Женски | 230    | 74               | 137          | 17             | 1                  | 1         |
| УКУПНО | 479    | 179              | 272          | 25             | 1                  | 2         |

| Пол    | Укупно                    | Пољопривреда, лов и шумарство | Рибарство                            | Вађење руде и камена | Прерађивачка индустрија       |
| ------ | ------------------------- | ----------------------------- | ------------------------------------ | -------------------- | ----------------------------- |
| Мушки  | 119                       | 114                           | 0                                    | 0                    | 1                             |
| Женски | 80                        | 80                            | 0                                    | 0                    | 0                             |
| УКУПНО | 199                       | 194                           | 0                                    | 0                    | 1                             |
| Пол    | Производња и снабдевање   | Грађевинарство                | Трговина                             | Хотели и ресторани   | Саобраћај, складиштење и везе |
| Мушки  | 0                         | 1                             | 0                                    | 1                    | 0                             |
| Женски | 0                         | 0                             | 0                                    | 0                    | 0                             |
| УКУПНО | 0                         | 1                             | 0                                    | 1                    | 0                             |
| Пол    | Финансијско посредовање   | Некретнине                    | Државна управа и одбрана             | Образовање           | Здравствени и социјални рад   |
| Мушки  | 0                         | 0                             | 1                                    | 0                    | 0                             |
| Женски | 0                         | 0                             | 0                                    | 0                    | 0                             |
| УКУПНО | 0                         | 0                             | 1                                    | 0                    | 0                             |
| Пол    | Остале услужне активности | Приватна домаћинства          | Екстериторијалне организације и тела | Непознато            | Непознато                     |
| Мушки  | 0                         | 0                             | 0                                    | 1                    | 1                             |
| Женски | 0                         | 0                             | 0                                    | 0                    | 0                             |
| УКУПНО | 0                         | 0                             | 0                                    | 1                    | 1                             |